# Конда (Лот)
Конда (фр. Condat) насеље је и општина у јужној Француској у региону Миди Пирене, у департману Лот која припада префектури Гурдон.
По подацима из 2011. године у општини је живело 404 становника, а густина насељености је износила 66,01 становника/km². Општина се простире на површини од 6,12 km². Налази се на средњој надморској висини од 130 метара (максималној 249 m, а минималној 116 m).

## Демографија
| 1962. | 1968. | 1975. | 1982. | 1990. | 1999. | 2011. |
| ----- | ----- | ----- | ----- | ----- | ----- | ----- |
| 250   | 262   | 241   | 259   | 310   | 332   | 404   |

График промене броја становника у току последњих година